# مسرح كويتي
المسرح في الكويت تعد الحركة المسرحية في الكويت من النشاطات الثقافية البارزة في الكويت، التي صاحبت المتغيرات الاجتماعية الحديثة، وقد توافقت إيقاعاتها هبوطا وصعودا انسجاما مع واقع تلك المتغيرات فلا نجافي الحقيقة إذا جعلنا النشاط المسرحي في الكويت من ابرز أنواع النشاط الفني فيها وأكثرها امتيازا.

## بدايات المسرح في الكويت
يعود تاريخ المسرح في الكويت الى عام 1922 حيث قدم أول عرض مسرحي من تأليف عبد العزيز الرشيد وكانت باللغة العربية الفصحى. ولكن البداية الحقيقية للمسرح قد بدأت في عام 1938م على يد أساتذة من بعثة المدرسين العرب، تلك التي جاءت – إلى الكويت في ديسمبر 1936ويذكر أن أول مسرحية من نشاطات المسرح المدرسي كانت من تقديم طلاب مدرسة المباركية التي أقيمت على ساحتها في العام 1938-1939م، حيث عرضت مسرحية "إسلام عمر" أو "عمر بن الخطاب في الجاهلية والإسلام" وفي العام الدراسي نفسه (1938-1939م) قدمت مسرحية «فتح مصر»، واستمرت المحاولات المسرحية مرتبطة بالمدارس، إذ تشكلت في عام 1939م فرقة بمدرسة الأحمدية، وفي عام 1940م ظهرت فرقة مدرسة الشرقية ثم فرقة المدرسة القبلية، فتأسست بذلك أربع فرق مسرحية في المدارس الأربع ثم توسع المسرح المدرسي بعد بعثة الطلاب إلى مصر فكانت لهم تجارب أثرت في الحركة المسرحية ومن نتائجها مسرحية «المروءة المقنعة» في نوفمبر 1947م، وبعد ذلك مثلت فرقة التمثيل رواية هزلية اسمها «مهزلة في مهزلة» التي تعتبر أول نص مسرحي كتب في الكويت من تأليف الشاعر أحمد العدواني ثم أخذت الحركة المسرحية الطابع الرسمي وذلك بعد استدعاء دائرة الشؤون الاجتماعية والعمل الممثل المصري زكي طليمات للتباحث معه في شؤون المسرح رغبة في تطوير الحركة المسرحية في الكويت، وقد عمل بجهد صادق لإبراز النواحي المسرحية في الكويت ووضع تقريرا مفصلا، محاولا ترسيخ المفاهيم الجديدة في البيئة لتقبل الفن المسرحي مع الإقناع بأنه ليس خرقا للتقاليد والعادات، وقد رفع بعدها تقريره إلى الدائرة، وهو عبارة عن بحث مستفيض يمكن أن يحدد الكثير من طبائع الحركة المسرحية ويرسم خط المستقبل المسرحي كما تصوره.
وقد ربط التقرير بين ألوان النشاط الفني (المسرح – الموسيقى – السينما) ووصف واقع الحركة المسرحية في الكويت كما تحدث طليمات في تقريره عن النشاط التمثيلي وكانت مهمة طليمات تتمركز في إنشاء فرقة للتمثيل العربي، لذا قام في 10 /10/ 1961م بالتعاون مع وزارة الشؤون بتكوين فرقة المسرح العربي كنواة للمسرح الكويتي الحديث، لتبدأ مرحلة جديدة من تاريخ المسرح في الكويت تحت إشراف زكي طليمات وتوجيهاته وقد تكونت فرقة المسرح العربي نتيجة لاختبار عملي وليست بتلقائية الزمالة في المدرسة أو فريق الكشافة، إذ أعلنت الوزارة بيانا من الإذاعة وبواسطة الصحافة تطلب مشاركة من يرى في نفسه القدرة والرغبة، فتقدم 250 رجلا تم اختيار أربعين كويتيا من بينهم، يعتبرون نواة المسرح وأنضمت لأول مرة فتاتان كويتيتان (مريم الغضبان ومريم الصالح) وقد ضمت الفرقة إلى هذا العدد من الكويتيين والكويتيات خمسة عشر عضوا من أبناء الأقطار العربية وممثلتين مصريتين، وقد تم الاختيار بمعرفة طليمات ومحمد النشمي.

## الفرق المسرحية الكويتية
- فرقة المسرح العربي :

أنشئت فرقة المسرح العربي في 10/10/1961 لتشكل بداية مرحلة متميزة في تاريخ الحركة المسرحية الكويتية، من حيث خطها وأسلوبها في اختيار المسرحيات التي تقدمها. وبقيت الفرقة تحت رعاية وزارة الشؤون حتى عام 1964، حيث تخلت الوزارة عن جميع الفرق المسرحية واعتبرتها فرقا أهلية من هذا التاريخ، وهي أول فرقة مسرحية تشارك فيها المرأة الكويتية من خلال الفنانة مريم الصالح والفنانة مريم الغضبان.
- فرقة المسرح الشعبي :

أُسست فرقة المسرح الشعبي، وأعلن إشهارها في 10/5/1957 بفضل جهود محمد النشمي وعبد الله خريبط وعبد الله حسين وغيرهم، ومن ورائهم جميعا حمد عيسى الرجيب، ومن أبرز مسرحيات المسرح الشعبي مسرحية «مدير فاشل» التي قدمت عام 1955م.
- فرقة المسرح الوطني:

بعد نجاح مسرحية «تقاليد» التي كتبها صقر الرشود للمسرح الشعبي، أقدم على تأليف مسرحيته الثانية «فتحنا» وقدمتها فرقة «المسرح الوطني» الجديدة التي كونها صقر الرشود مع بعض الزملاء والهواة، وقد حاولت فرقة هذا المسرح وضع لائحة للمسرح إلا أنها سرعان ما تشتت شملها.
- فرقة مسرح الخليج العربي :

عندما سمحت الدولة بتكوين الجمعيات الثقافية والأدبية في عام 1963م، تقدمت مجموعة المسرح الوطني نفسها بطلب تكوين مسرح جديد، فتأسست الفرقة المسرحية التي عرفت، باسم (جمعية مسرح الخليج العربي) وذلك في يوم 13/5/ 1963م ويعد مسرح الخليج العربي أحد التجمعات المسرحية الأربعة التي سارعت إلى تشكيل أول مجلس إدارة للمسرح ولجنة ثقافية إيمانا بدور الثقافة في خلق شخصية الفنان المسرحي، وقامت تلك اللجنة بإصدار (مجلة الكلمة الثقافية)، كما عقدت عدة ندوات ومحاضرات تعرضت للمسرح محليا وعربيا وعالميا، وكشفت عن تطلعات حرصت الفرقة على تأكيدها في الساحة المسرحية الكويتية.
- فرقة المسرح الكويتي :

بعد أن استقال محمد النشمي من «المسرح الشعبي» وبعد ظهور «مسرح الخليج العربي» وبعد أن تخلت وزارة الشؤون الاجتماعية عن الإشراف الكامل على المسارح، شرع النشمي في تأليف فرقة مسرحية جديدة من بين الذين عملوا معه في فرقة المسرح الشعبي ومن الهواة الشبان كذلك، ولم يأت عام 1964م حتى ظهرت فرقة «المسرح الكويتي» برئاسته وهي آخر الفرق المسرحية التي أنشئت، وذلك في تاريخ 1/6/1964 بجهود محمد النشمي، وأعقبه في قيادة هذه الفرقة المسرحية الفنان حسين الصالح.